# Nordhausen
Nordhausen (pronunciación en alemán: /ˈnɔʁtˌhaʊ̯zn̩/ (escucharⓘ)) es una ciudad alemana de unos 45 000 habitantes, situada en el borde sur de las montañas Harz, al noroeste de las fértiles llanuras del Goldene Aue al norte del estado de Turingia. Por Nordhausen pasan los ríos Zorge y Helme, afluentes al río Unstrut. Es la capital del distrito de Nordhausen. Alguna vez fue conocida por su industria del tabaco, y aún hoy es conocida por su Korn, Nordhäuser Doppelkorn.

## Historia
La primera cita a la ciudad es un documento de Enrique I el Pajarero, fechado el 13 de mayo de 927, pero existió un establecimiento previo en ese sitio alrededor del 785. En 1220, Federico II, emperador del Sacro Imperio Romano le dio el reconocimiento de Ciudad Libre Imperial, y en 1430 Nordhausen se unió a la Liga Hanseática. Hacia el 1500 en la ciudad se comenzó a producir licor de grano fermentado, el cual se volvió famoso bajo la denominación de Nordhäuser Doppelkorn. En 1523, la Reforma llegó Nordhausen de la mano de Thomas Müntzer quien estuvo por algún tiempo en la ciudad.
En 1866 el ferrocarril conectó Nordhausen a Halle (Sajonia-Anhalt).
Entre el 3 de abril y el 4 de abril de 1945 tres cuartas partes del pueblo fueron destruidos por bombarderos de la fuerza aérea británica, en los cuales murieron unas 8800 personas. El 11 de abril los norteamericanos ocuparon la ciudad y el 2 de julio el Ejército Rojo la tomó. Desde entonces ha sido reconstruida, y a partir de la reunificación de Alemania el núcleo antiguo de la ciudad también ha sido reconstruido.

### Incorporación de comunidades y aldeas
Durante el tiempo hubo incorporación de varias aldeas en torno a la ciudad: 1950 fueron incorporados las comunidades de Krimderode, Salza y Hochstedt; en el año 1994 siguieron Bielen, Herreden, Hörningen, Leimbach, Himmelgarten, Sundhausen y Steinbrücken. los cuales se ubican inmediata a orillas de la zona urbana. En el año 1997 se sumaron al oeste Hesserode y 1999 al noreste Steigerthal. Finalmente en el año 2007 se incorporaron todas las poblaciones restantes del noreste del distrito: Rodishain, Stempeda, Petersdorf, siguiendo desde 2018 también Buchholz.

## Economía

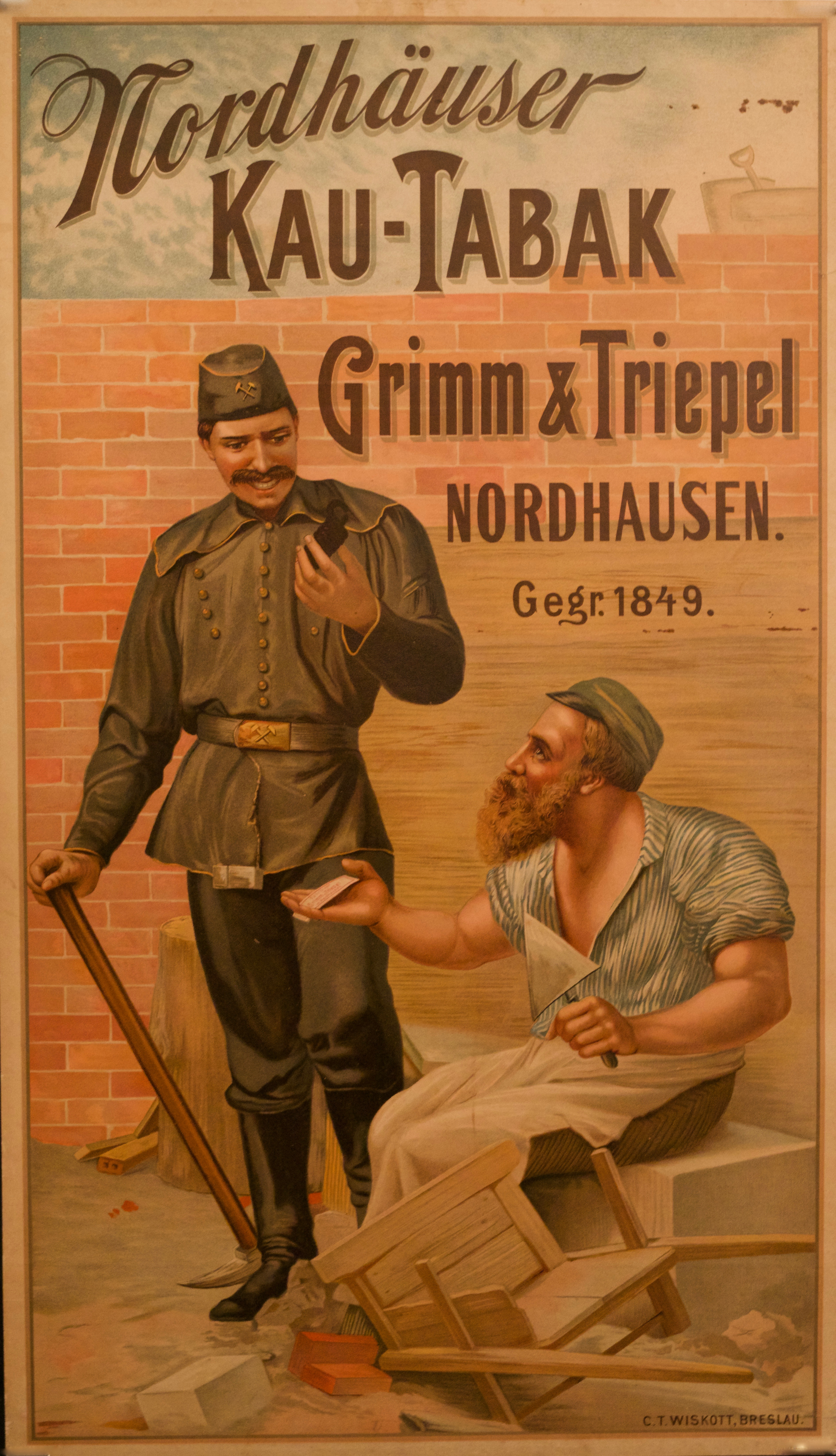
Anuncio histórico de Tabaco de mascar de Grimm & Triepel Kruse (1895)

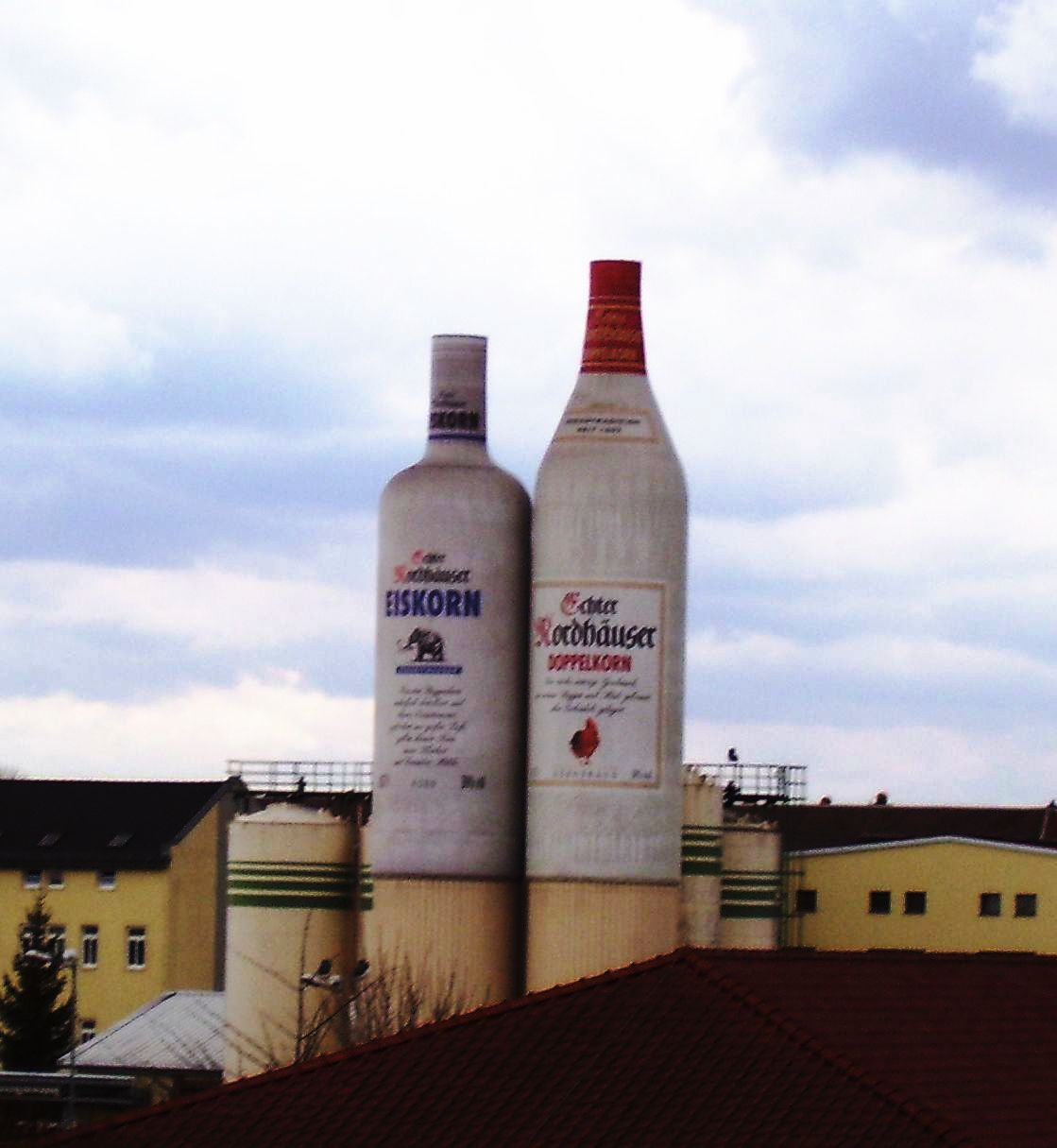
La destilería Nordhäuser

La agricultura desempeña un papel importante en la actualidad. Aproximadamente el 57 % del territorio municipal es de uso agrícola. Los cereales de la región se utilizan en la fabricación de un famoso espíritu local, el Nordhäuser Korn.
La industria primaria de Nordhausen está en la producción de maquinaria pesada. La región tenía una fábrica para la producción de los motores ferroviarios hasta 1942. Posteriormente, las plantas de las regiones que se produjeron los motores de camiones, las barrenas y las excavadoras. Hoy en día, la ingeniería sigue siendo en la rama industrial más importante de Nordhausen, aunque muchas fábricas han tenido que cerrar después de la reunificación de Alemania en 1990. En 2012 había 35 empresas de veinte o más trabajadores presentes en el sector industrial, generando un volumen de negocios anual de 800 millones de euros, convirtiendo a Nordhausen en el núcleo industrial de Turingia.
Nordhausen es la ciudad más grande en un área de 60 kilómetros, lo que lo convierte en un importante polo regional de servicios para el comercio minorista, la medicina, la educación, el gobierno y la cultura. Un centro comercial importante es el Südharz Galerie en Bahnhofstraße, y el Südharz Klinikum es uno de los hospitales más grandes de Turingia.

## Transporte

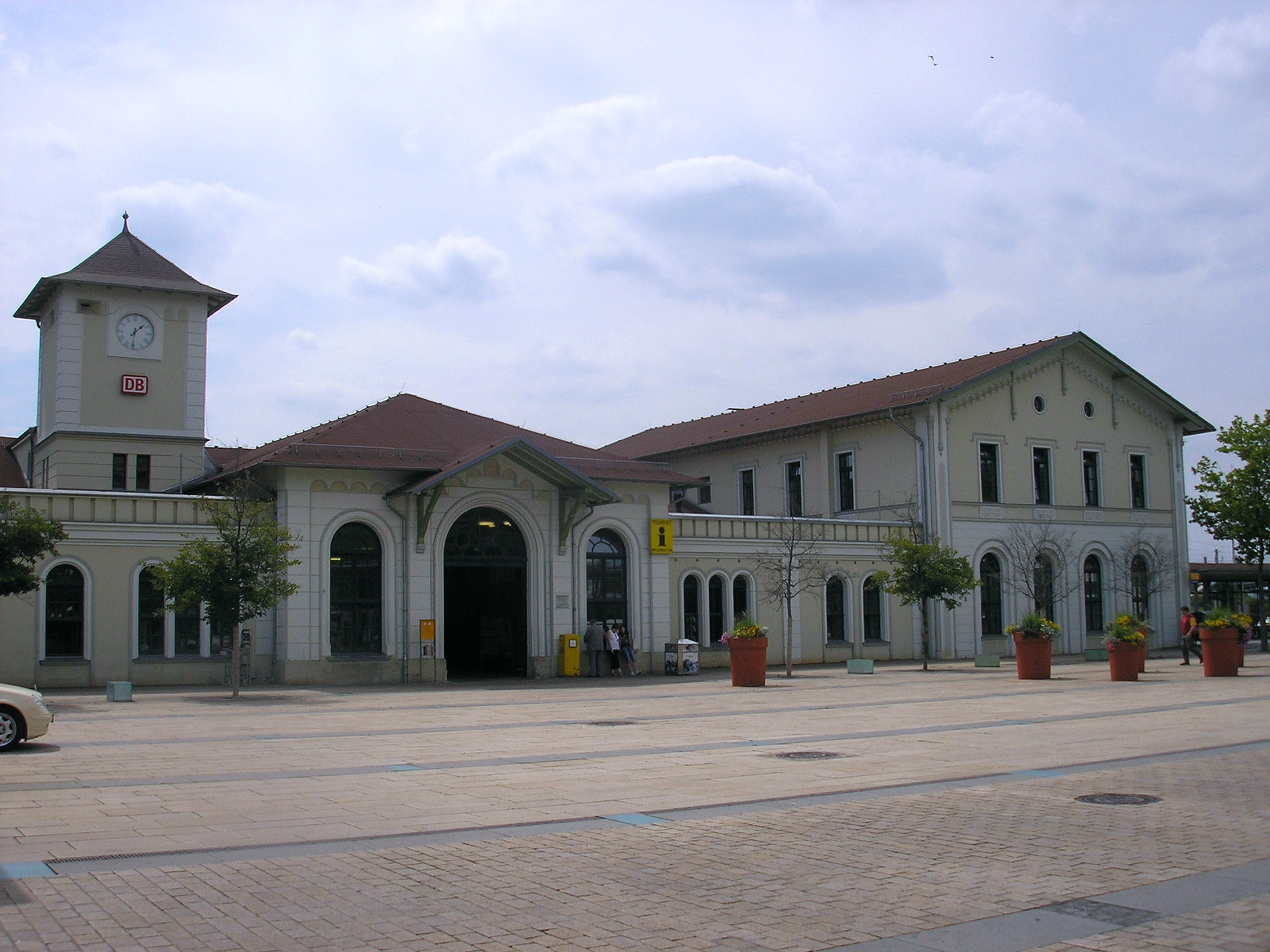
estación de Nordhausen

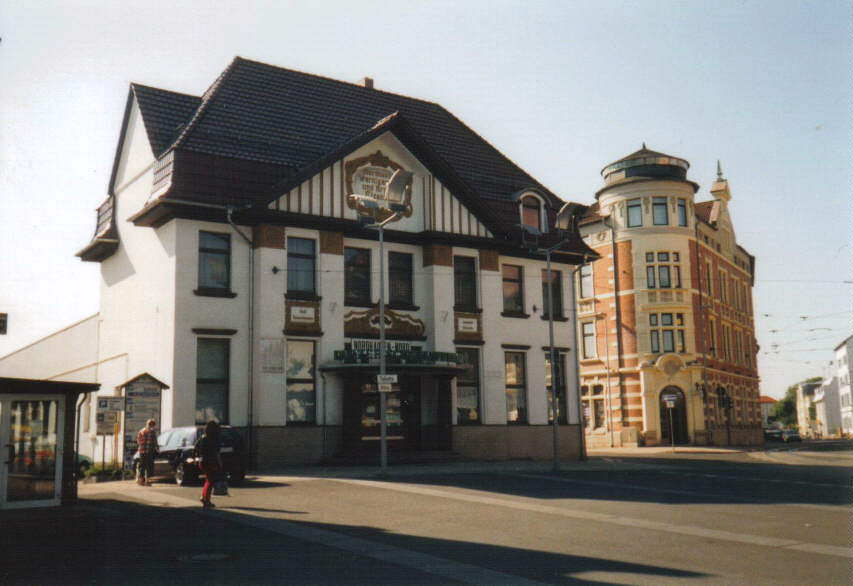
La estación de tren de HSB en Nordhausen.

Nordhausen ha sido un nodo ferroviario desde finales del siglo XIX. El ferrocarril de Halle a Kassel se abrió en 1866/67, el ferrocarril del Sur de Harz en 1869 y el ferrocarril de Nordhausen a Erfurt también en 1869. En 1897, el ferrocarril Trans-Harz del calibre estrecho siguió como el último. Hoy en día, hay trenes expresos regionales a Halle al este y Kassel al oeste, así como los trenes locales a Halle, Heiligenstadt, Erfurt y Gotinga (vía Northeim), corriendo cada una a dos horas. La estación de Nordhausen es la estación principal, una segunda es Nordhausen-Salza en la línea ferroviaria del Sur de Harz. La vía estrecha Trans-Harz-Ferrocarril está vinculada con la red de tranvías en un sistema de Tren-tram con muchas paradas dentro de Nordhausen.
Nordhausen está situado en la Bundesautobahn 38 de Gotinga en el oeste de Halle y Leipzig en el este, abrió en la década de 2000. Además, hay dos Bundesstraßen que conectan de Nordhausen: el Bundesstraße 4 es un acoplamiento a Erfurt en el sur ya Brunswick a través de las montañas de Harz en el norte y Bundesstraße 243 que conecta de Nordhausen a Hildesheim en el noroeste. La antigua Bundesstraße 80 fue anulada tras la apertura de la Bundesautobahn 38 a la paralela y la Bundesstraße 81 como conexión a Magdeburgo que comienza a pocos kilómetros al norte de la ciudad en B-4. La B-4 (rama sur) y la B-243 se ampliarán porque de su importancia como conexiones con Erfurt y Baja Sajonia. Además, hay importantes vías secundarias a Heringen en el sureste ya Buchholz en el noreste.
Los aeropuertos más cercanos son el aeropuerto de Erfurt-Weimar, a 80 km al sur, el aeropuerto de Leipzig/Halle, 120 km al este y el aeropuerto de Hannover, a 150 km al noroeste.
Para la bicicleta, la red de senderos de larga distancia Südharzroute ofrece diez senderos en la región de Nordhausen.

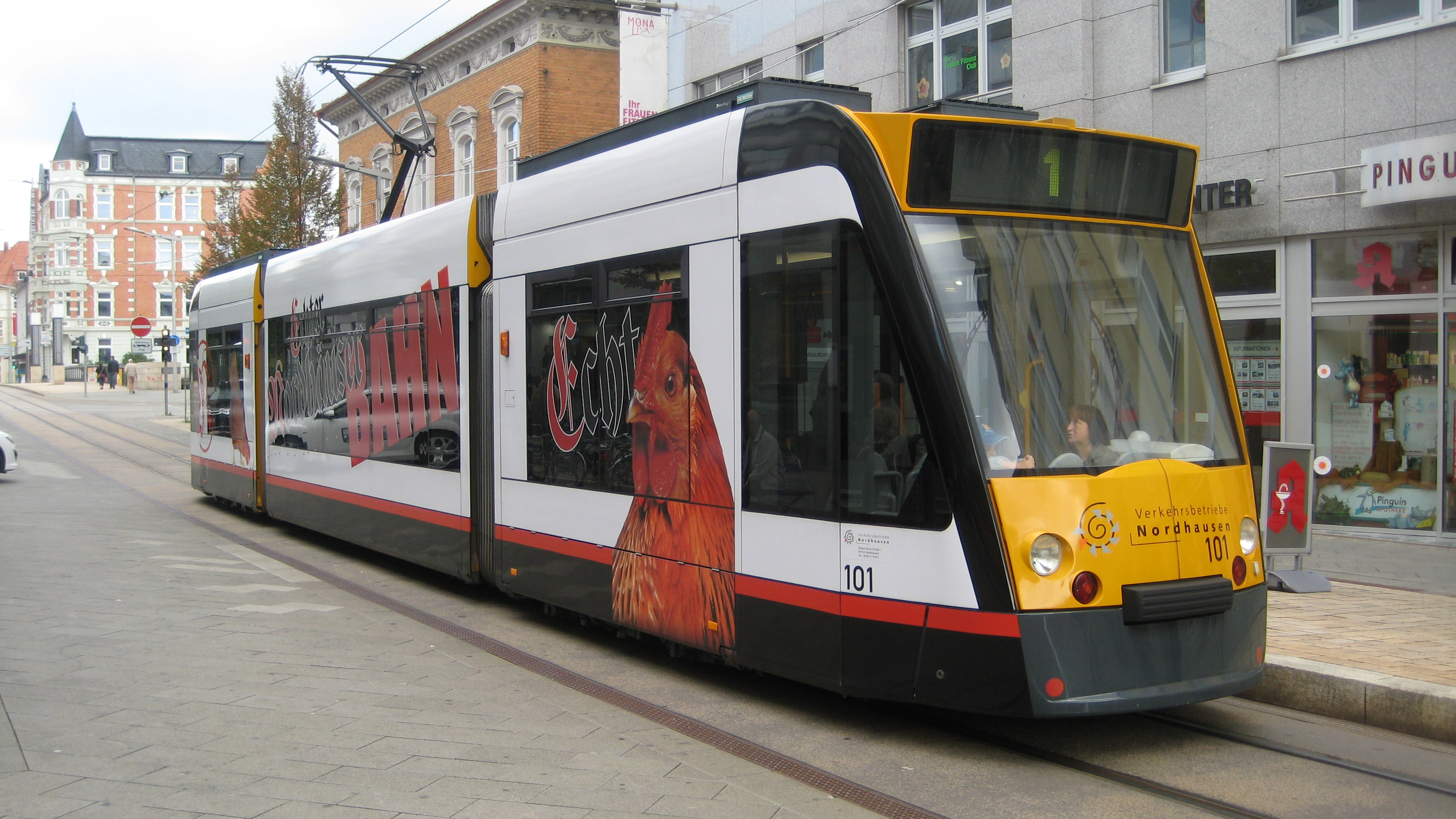
Tranvía de Nordhausen

La red de tranvías de Nordhausen forma una parte importante del sistema de transporte público, establecido en 1900. Además, hay servicios de autobuses en el centro de la ciudad y regionales.

## Cultura

### Eventos culturales

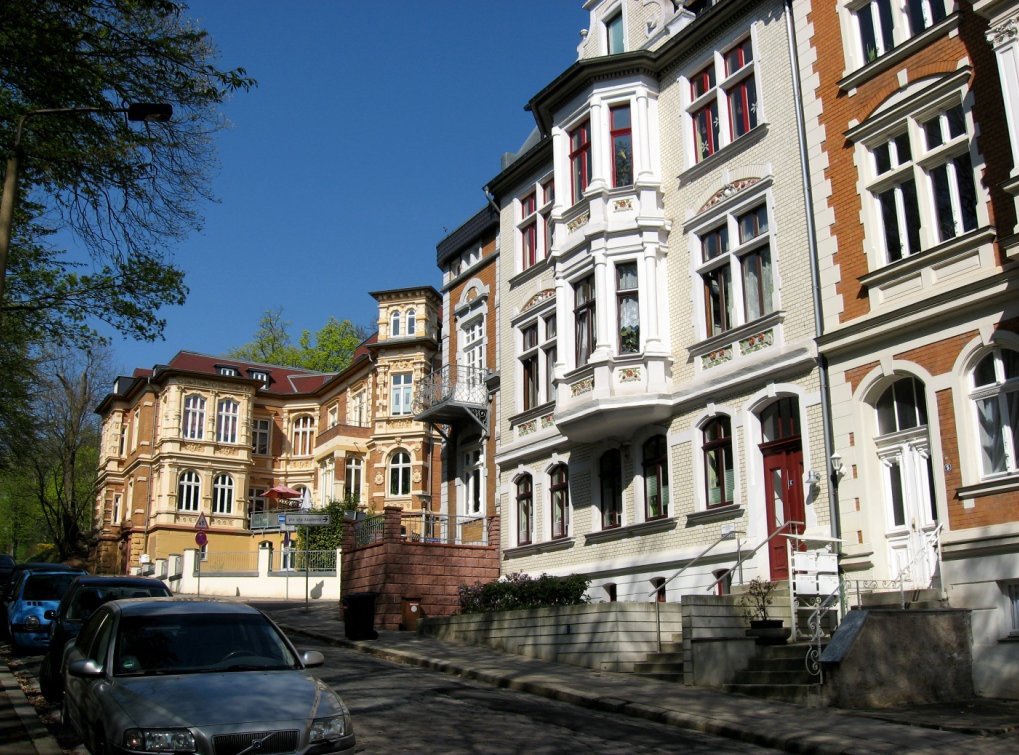
Algunos Gründerzeit de la arquitectura en el norte del distrito de la mansión.

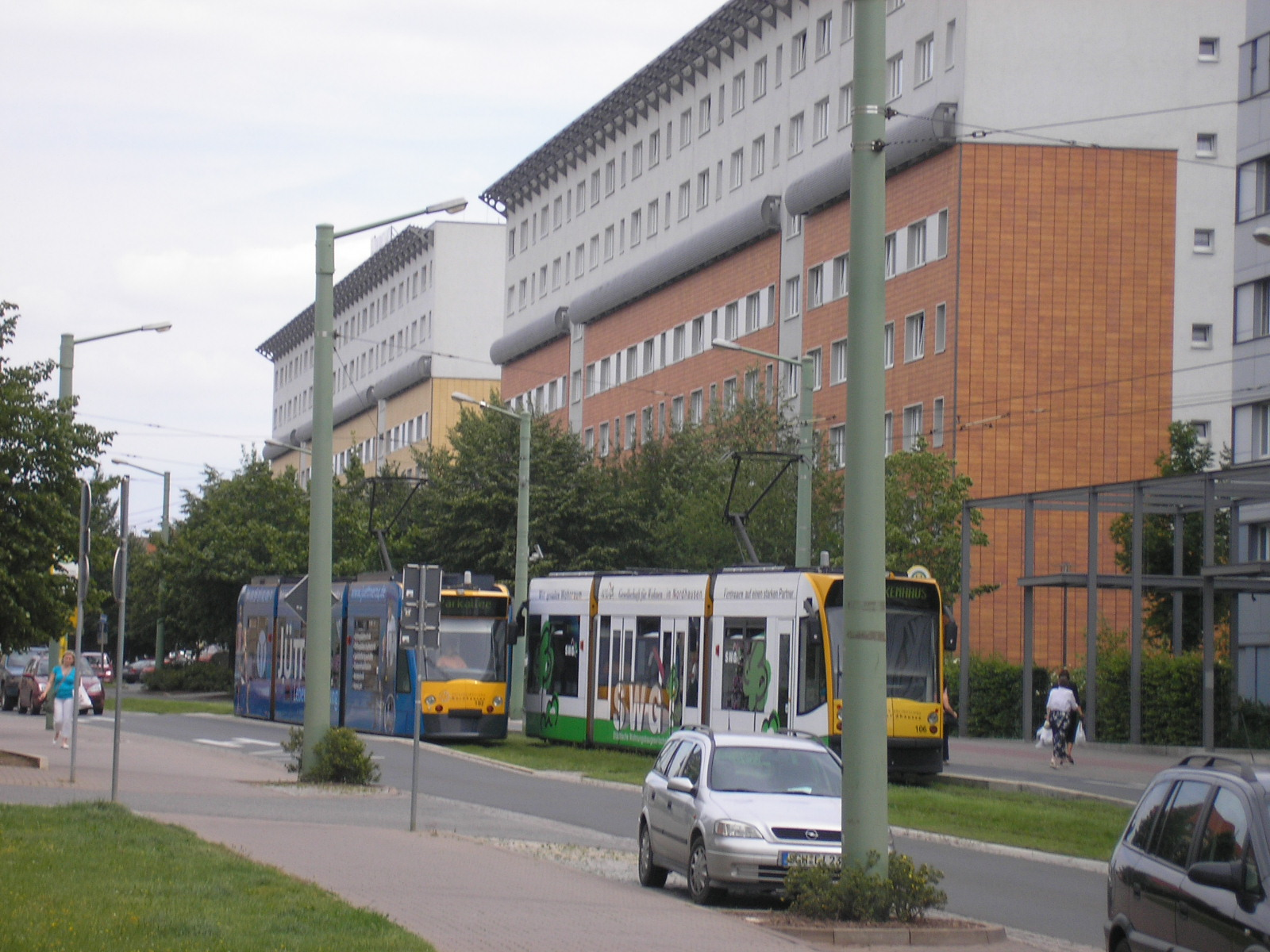
La Töpferstraße dentro del casco antiguo está marcada por la reconstrucción después de 1945.

El paisaje urbano de Nordhausen está marcado por la casi total por la destrucción durante los atentados de 1945, extinguiendo la mayor parte del centro histórico de la ciudad. Antes había cuatro partes históricas de la ciudad: la ciudad vieja dentro de la pared de la ciudad en una colina al este del valle de Zorge, la nueva ciudad dentro del valle entre el río en el oeste, la pared de la ciudad en el este, Hohensteinerstraße en el norte y Vor y la calle dem Vogel en el sur, el suburbio de Altendorf en el noroeste alrededor de Altendorf y la calle Am Alten Tor y el suburbio de Altnordhausen en el sureste alrededor de la iglesia de Santa María en la colina. Altnordhausen y la nueva ciudad están completamente desaparecidos, el casco antiguo fue destruido hasta el 90 %, sólo algunos edificios alrededor de Barfüßerstraße, Domstraße y Bäckerstraße en el borde occidental se mantuvo, mientras que Altendorf fue preservado en su totalidad. Durante los siglos XIX y XX, la ciudad se amplió a todas las direcciones, los distritos de trabajadores se construyeron en el oeste en el valle de Zorge y Salza y al este alrededor de Förstemannstraße y Leimbacher Straße. El distrito de la mansión se desarrolló en el norte alrededor de Stolberger Straße y en el sur y el oeste a lo largo de los ferrocarriles, las grandes zonas industriales se encuentran localizados.
Después de la Segunda Guerra Mundial la reconstrucción se llevó a cabo de manera alterada, cambiando la rejilla y la estructura de Nordhausen, que se puede ver claramente a lo largo de las nuevas calles principales Rautenstraße y Töpferstraße. Algunas zonas que nunca se construyeron de nuevo, por ejemplo, las del norte y sur de Kranichstraße y alrededor de Georgengasse. Los asentamientos Peripher Plattenbau fueron construidos durante el período posterior de la República Demócrata Alemana en el este en Leimbacher Straße y en el norte alrededor del hospital. El pueblo de Salza en el noroeste se cultiva junto con Nordhausen desde el siglo XX.

### Monumentos y patrimonio arquitectónico

#### Iglesias
- La catedral de Santa Cruz de Nordhausen es la iglesia parroquial católica de Nordhausen. Nunca fue un asiento de obispo, sino que también se llama una catedral porque se remonta a un monasterio del capítulo catedral. El edificio se estableció entre 1180 y 1400 y muestra elementos de estilo románico y gótico.
- La iglesia de San Blas es la iglesia principal evangélica de Nordhausen. Fue construido durante la segunda mitad del siglo XV en estilo gótico.
- La iglesia de Santa María en el valle en Altendorf (parte de la ciudad histórica del noroeste) es una iglesia parroquial evangélica hoy y fue construida como monasterio alrededor de 1353 en estilo gótico.
- La iglesia de Santa María en la colina en la colina de Frauenberg (parte de la ciudad histórica del sureste) es también una iglesia parroquial evangélica que surgió de un monasterio. Fue construido en el siglo XII en estilo románico y destruido (alrededor del 80 %) en 1945 durante los atentados. Más tarde, las ruinas estuvieron involucradas en una reconstrucción moderna.
- La torre de Petri es el steeple permanecido de la iglesia del San Pedro que está dañada por dentro del centro de ciudad. Fue construido en 1362.

Además, hubo unas iglesias destruidas por los bombardeos de 1945: la antigua iglesia principal de San Nicolás y la iglesia de San Jacobo de la nueva ciudad, así como los antiguos monasterios abandonados de los Agustinos, Fanciscanos y Dominicos.

#### Iglesias de las comunidades incorporados
noreste: Rodishain: iglesia San Philippi y Jacobi (principios del siglo XVII); Stempeda: iglesia de San Mauricio (Sankt Moriz); Buchholz: iglesia de San Martín; Steigerthal: iglesia de Santa Katharina; Petersdorf: iglesia Sankt Johannis;
- Este: Leimbach: iglesia de San Martín;  Bielen: San Martín y Johannis
- Norte: Rüdigsdorf: iglesia Sankt Jacobi; Krimderode: iglesia Sankt Nicolai; Salza: iglesia Sankt Laurentius;
- Noroeste: Hochstedt: capilla de 1968 sin dedicación; Hörningen: iglesia de 1752 sin dedicación; Herreden: Sankt Johannis (siglo XIII);
- Oeste: Hesserode: iglesia Sankt Viti
- Sur: Sundhausen: iglesia Sankt Laurentius (1785-1800), Steinbrücken: iglesia sin dedicación (después del incendio de 1721 de la antigua iglesia);

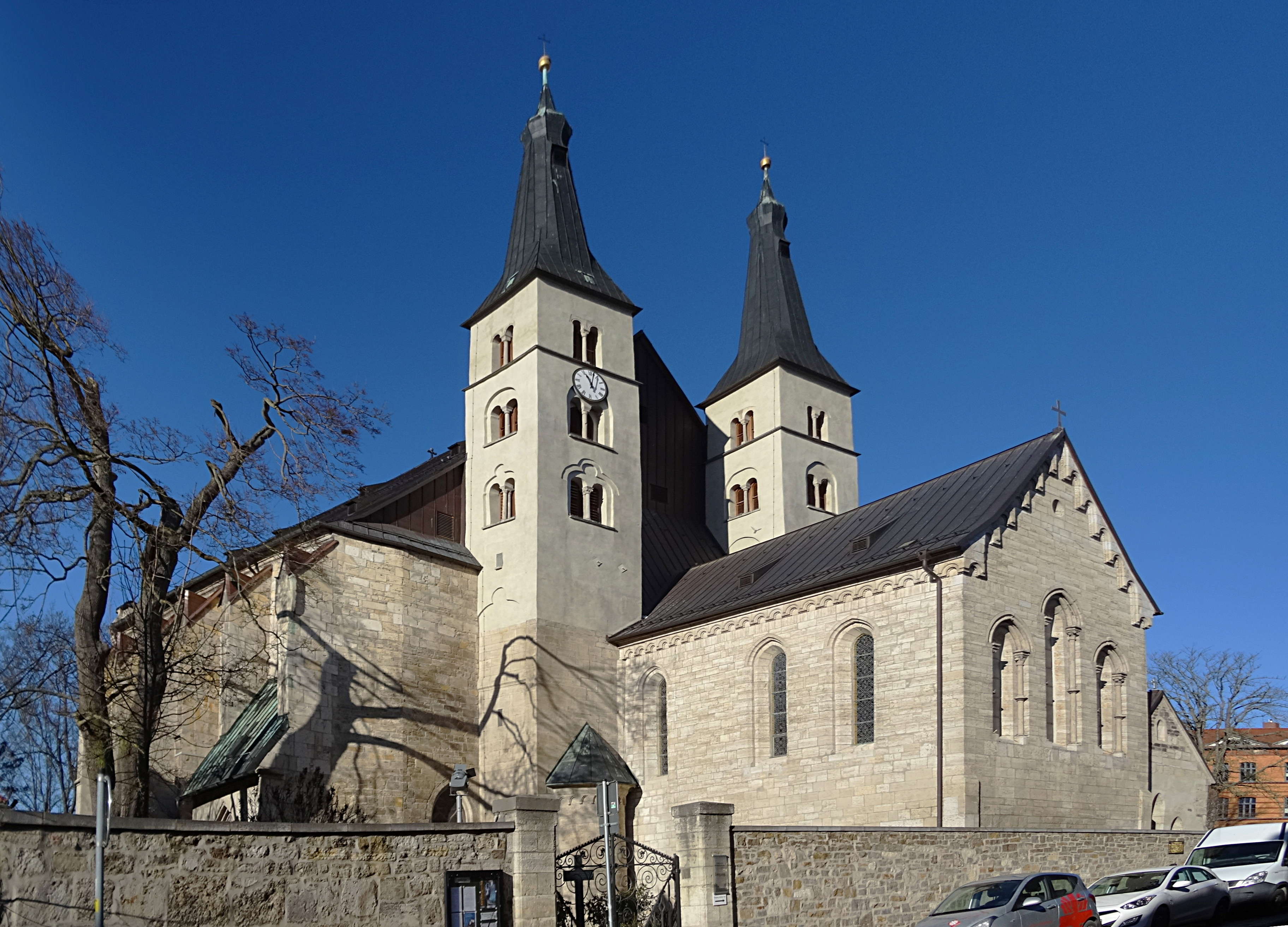
Catedral de Nordhausen
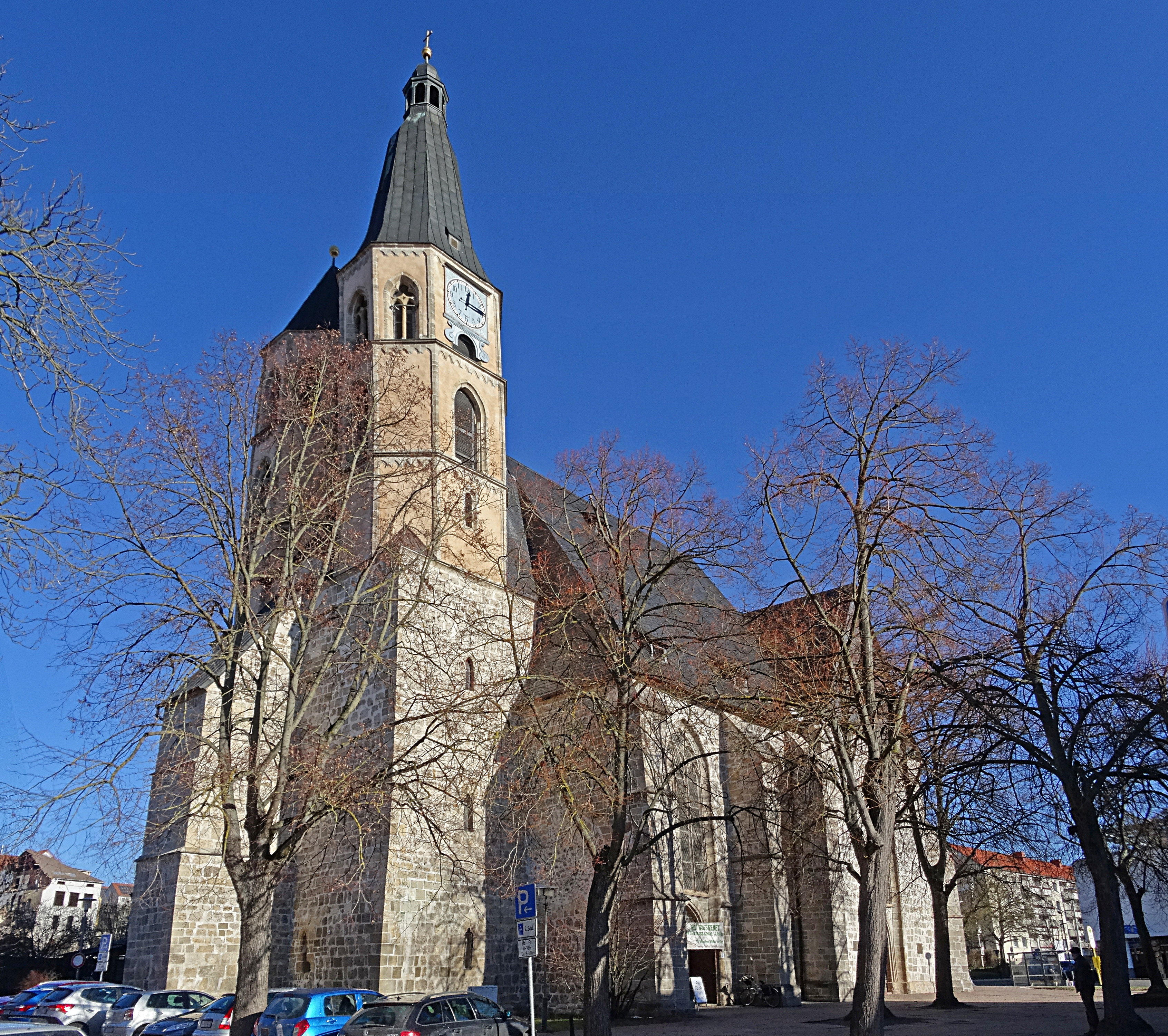
Iglesia de San Blas
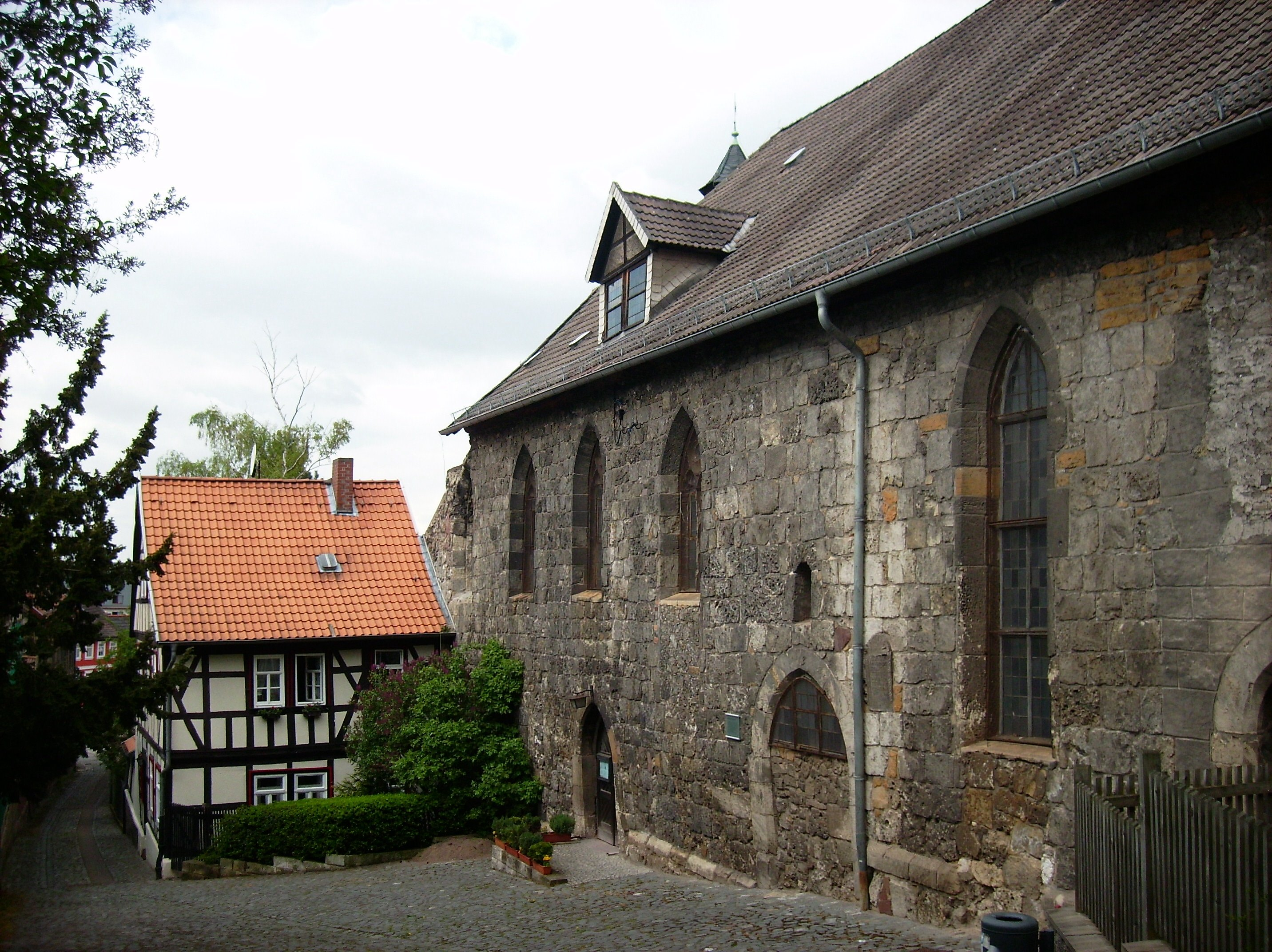
Iglesia de Santa María en Altendorf
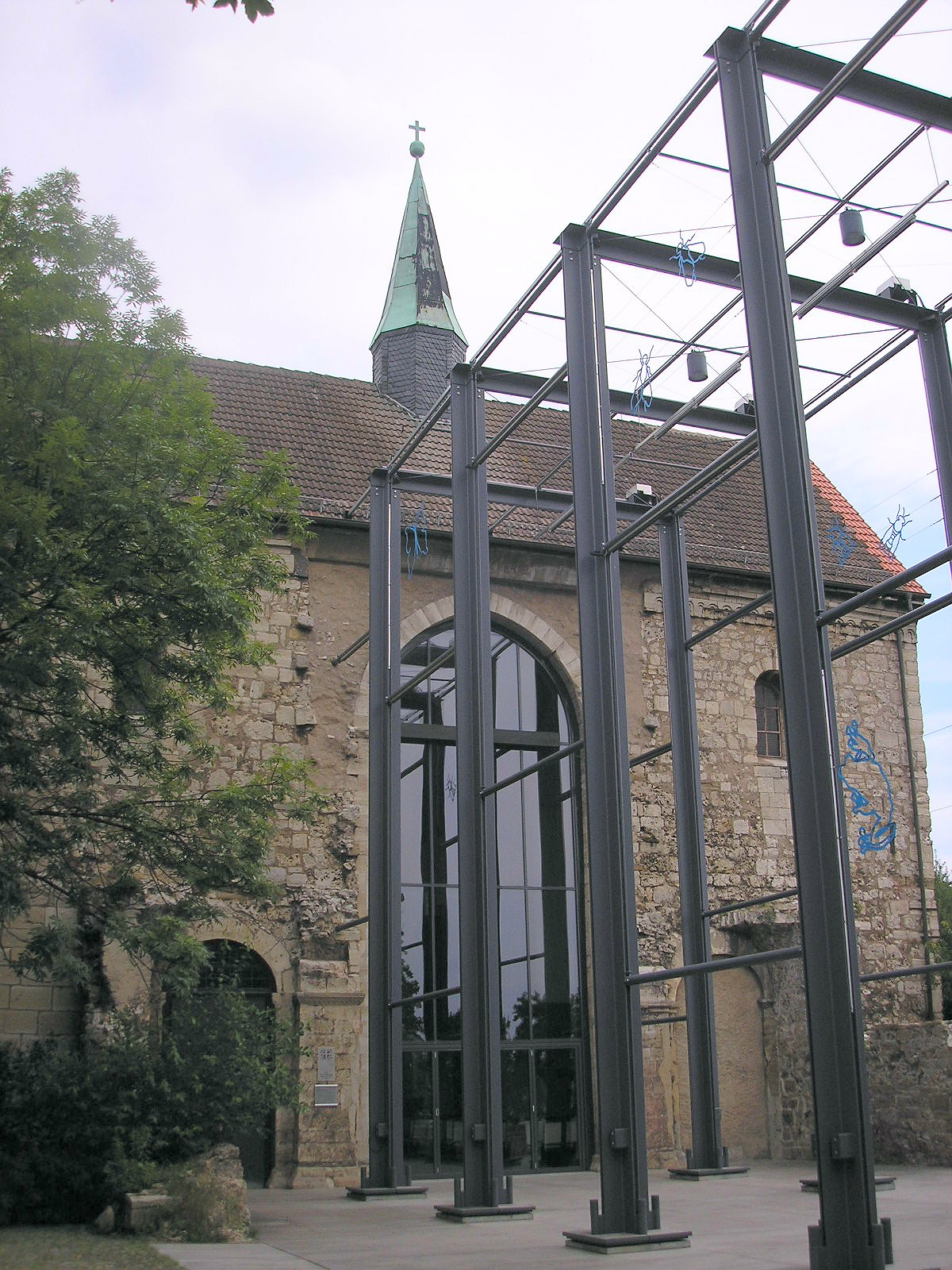
Iglesia de Santa María en Frauenberg
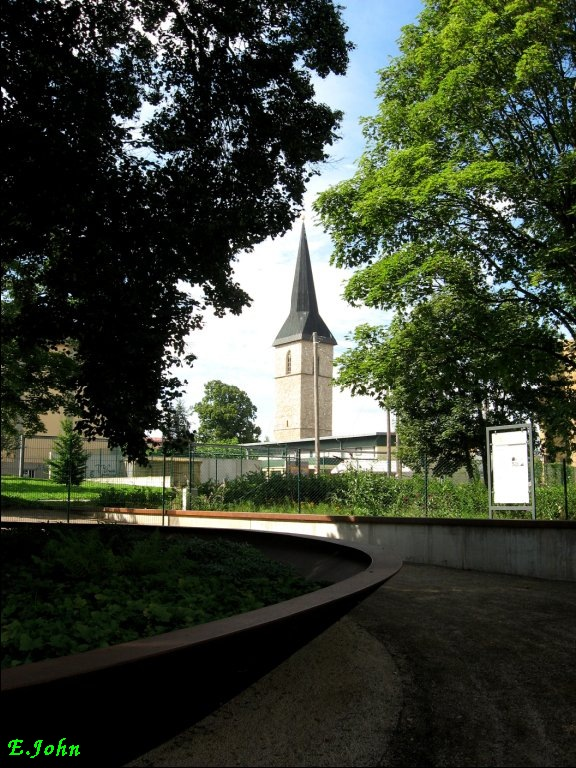
Torre Petri

#### Edificios seculares
- La muralla de la ciudad fue construida entre los siglos XIII y XV y se mantuvo en grandes partes (en el norte, suroeste y sureste).
- El ayuntamiento fue construido en estilo renacentista entre 1608 y 1610 y es uno de los pocos edificios que se están reconstruyendo después de la destrucción de los bombardeos en 1945. El Nordhausen Roland es el punto de referencia de la ciudad, se estableció en 1717 como más grande que la vida estatua. En la esquina en el suroeste del ayuntamiento (de madera, hoy una copia, el original se muestra en el museo).
- El Stadttheater fue construido entre 1913 y 1917 y está en uso un teatro hasta hoy.
- El Walkenrieder Hof es un antiguo edificio de almacenamiento en Waisenstraße, construido en 1345 y ahora utilizado como archivo municipal.
- Algunos edificios antiguos en el centro de la ciudad que sobrevivieron a los bombardeos en 1945 sólo se mantienen a lo largo de Barfüßerstraße, Domstraße y Bäckerstraße en el borde occidental del centro de la ciudad y en el antiguo suburbio de Altendorf en el noroeste. Un interesante distrito de la mansión conservado al norte del centro de la ciudad con mansiones a finales del siglo XIX y principios del XX.

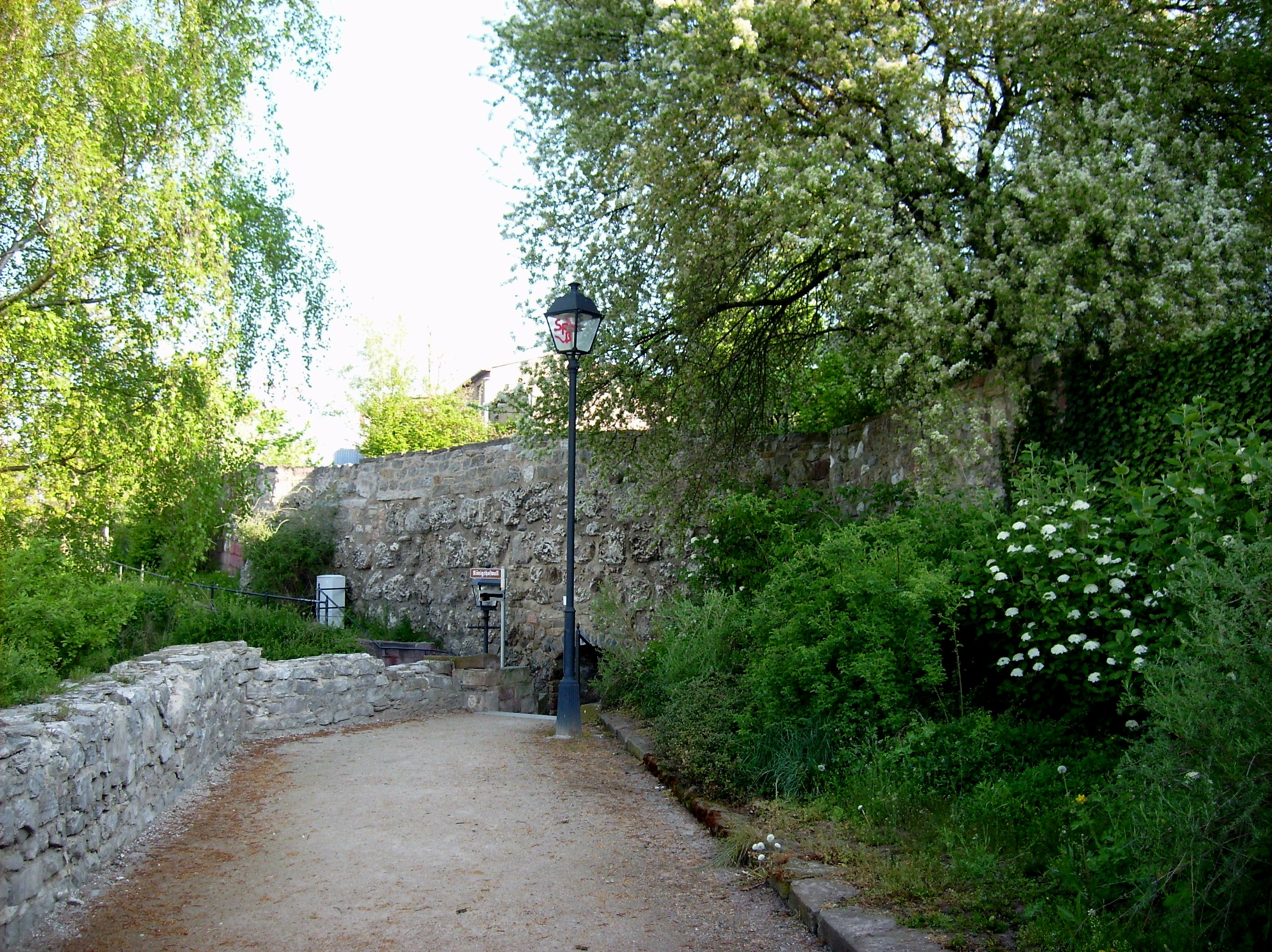
Muralla de Nordhausen
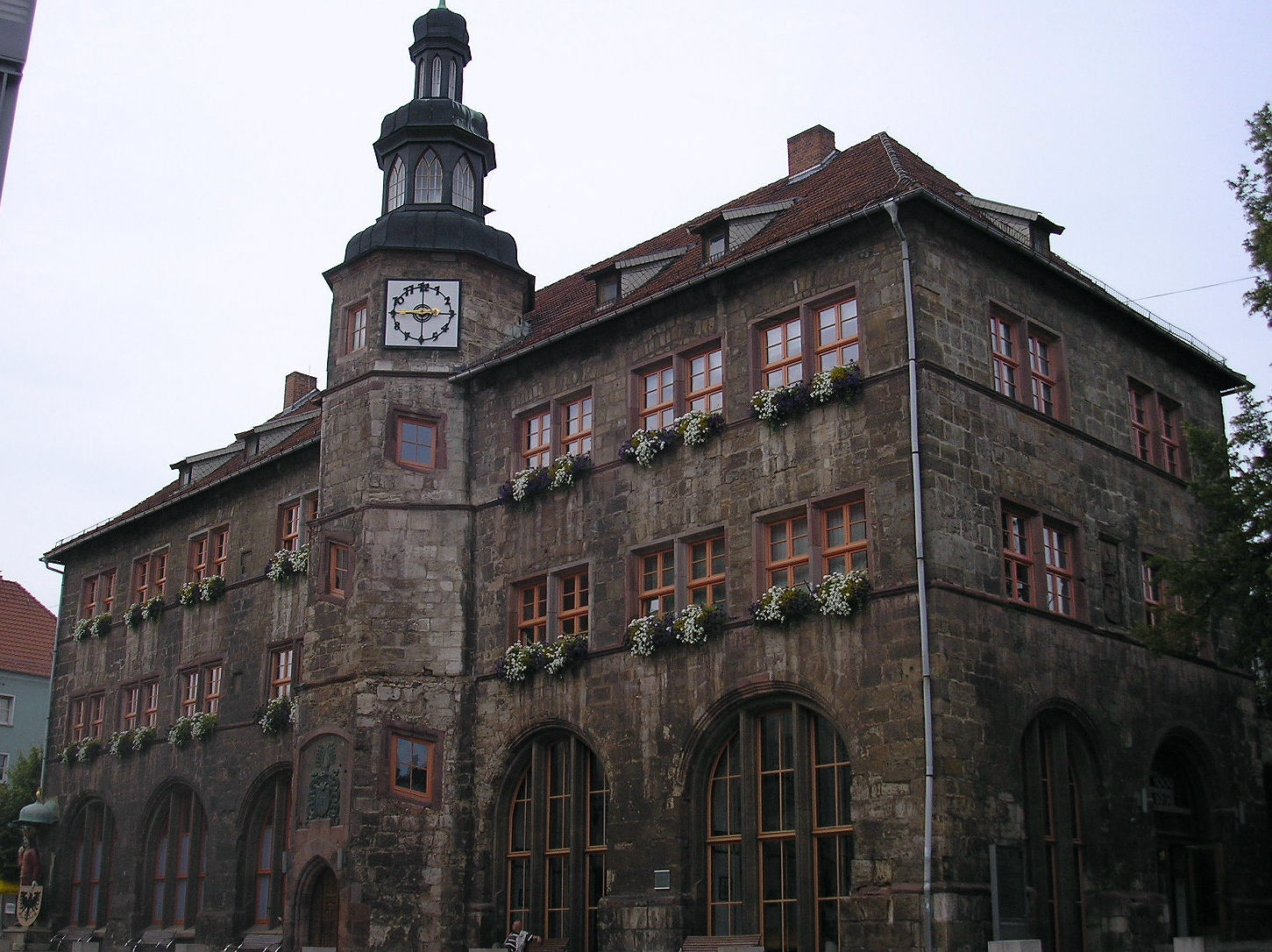
Ayuntamiento de la ciudad
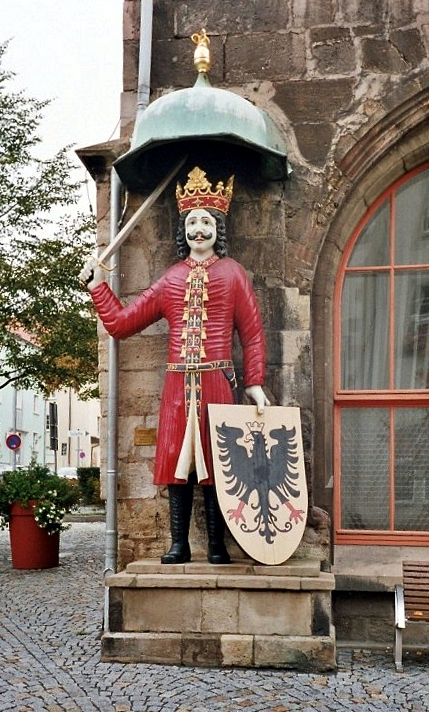
Estatua de Roldán en Nordhausen
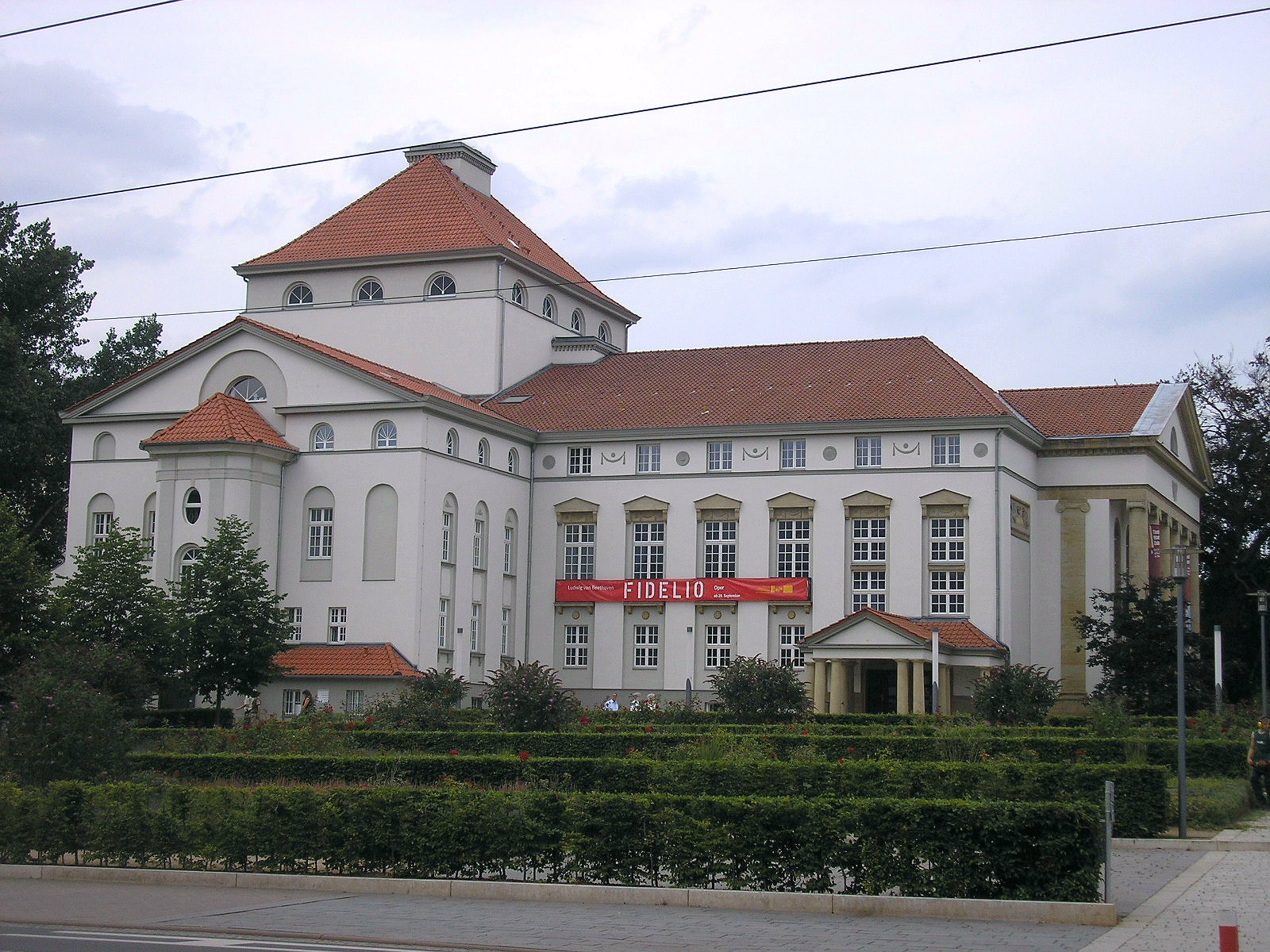
Teatro
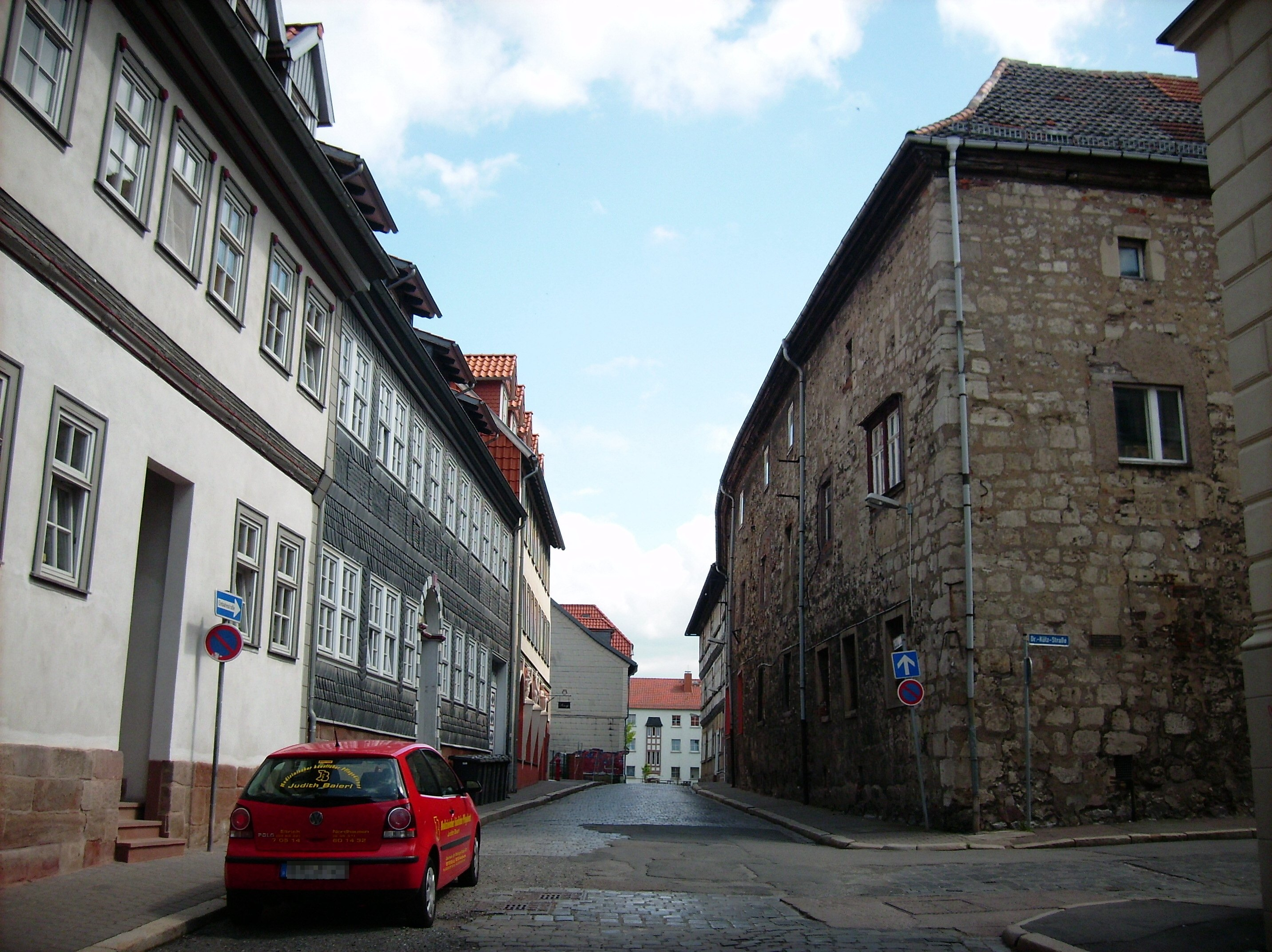
Walkenrieder Hof (a la derecha)
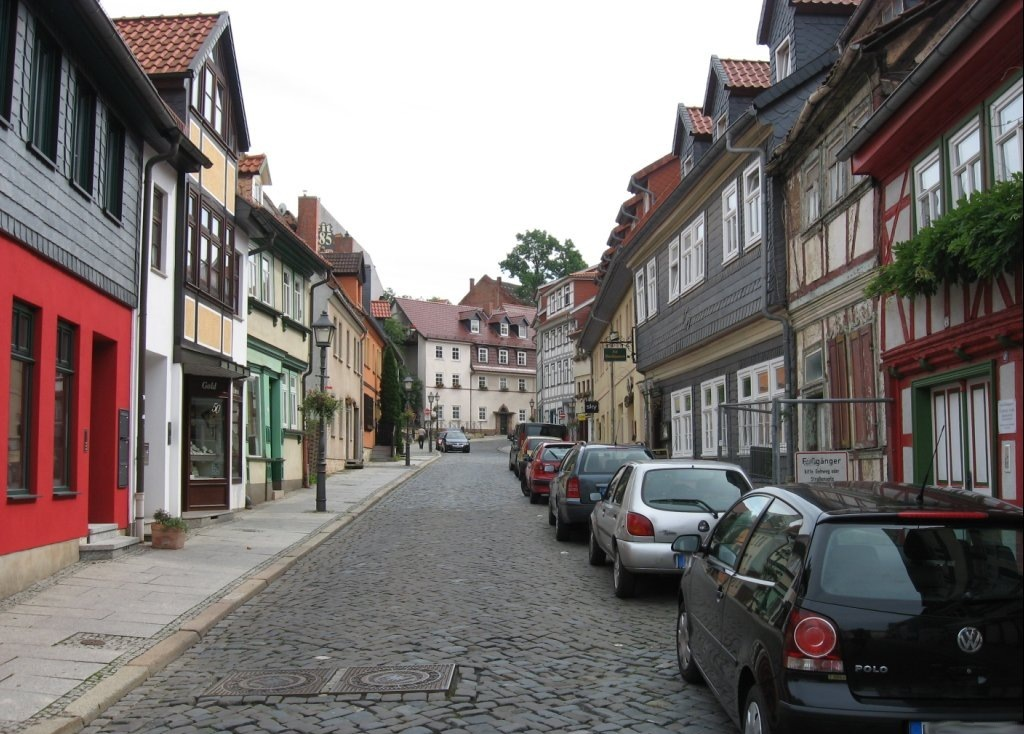
Edificios antiguos en Altendorf

### Museos
- El Museo de Flohburg/Nordhausen en Barfüßerstraße es el museo municipal de Nordhausen que acoge una exposición sobre la historia de la ciudad.
- El Museo de Tabakspeicher en Bäckerstraße es un museo de historia comercial, que muestra algunos elementos de la historia económica de los últimos siglos.
- El Kunsthaus Meyenburg en Alexander-Puschkin-Straße en Nordhausen museo de arte histórico y muestra exposiciones temporales de arte.
- El Mittelbau-Dora al noroeste de la ciudad que alberga una exposición sobre la historia de este campo de concentración nazi y un monumento conmemorativo para sus 20.000 víctimas.
- El IFA-Museum de Montaniastraße muestra una exposición de ingeniería de automotriz dentro de una antigua fábrica de Industrieverband Fahrzeugbau.

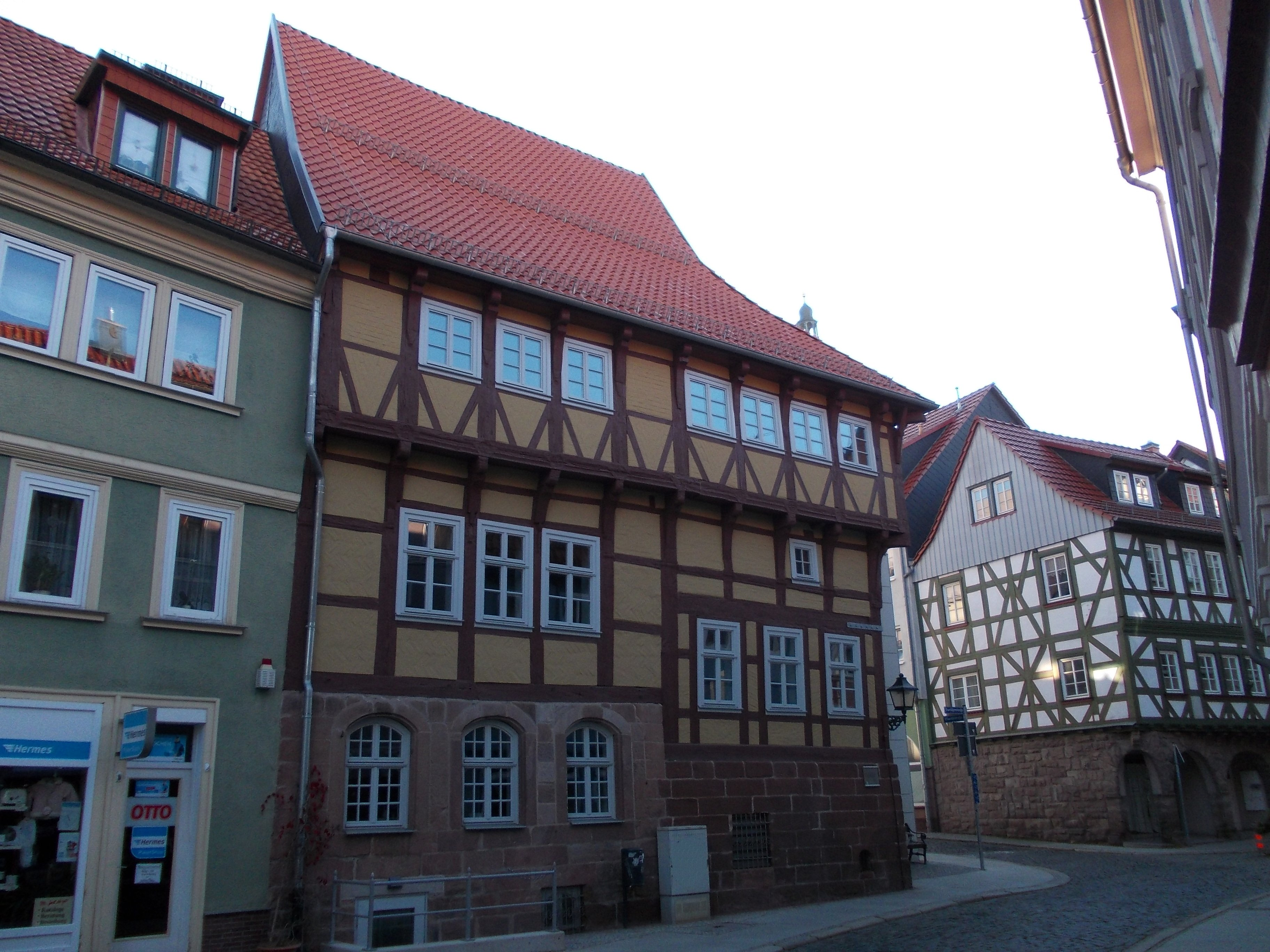
El Flohburg: Museo de Nordhausen
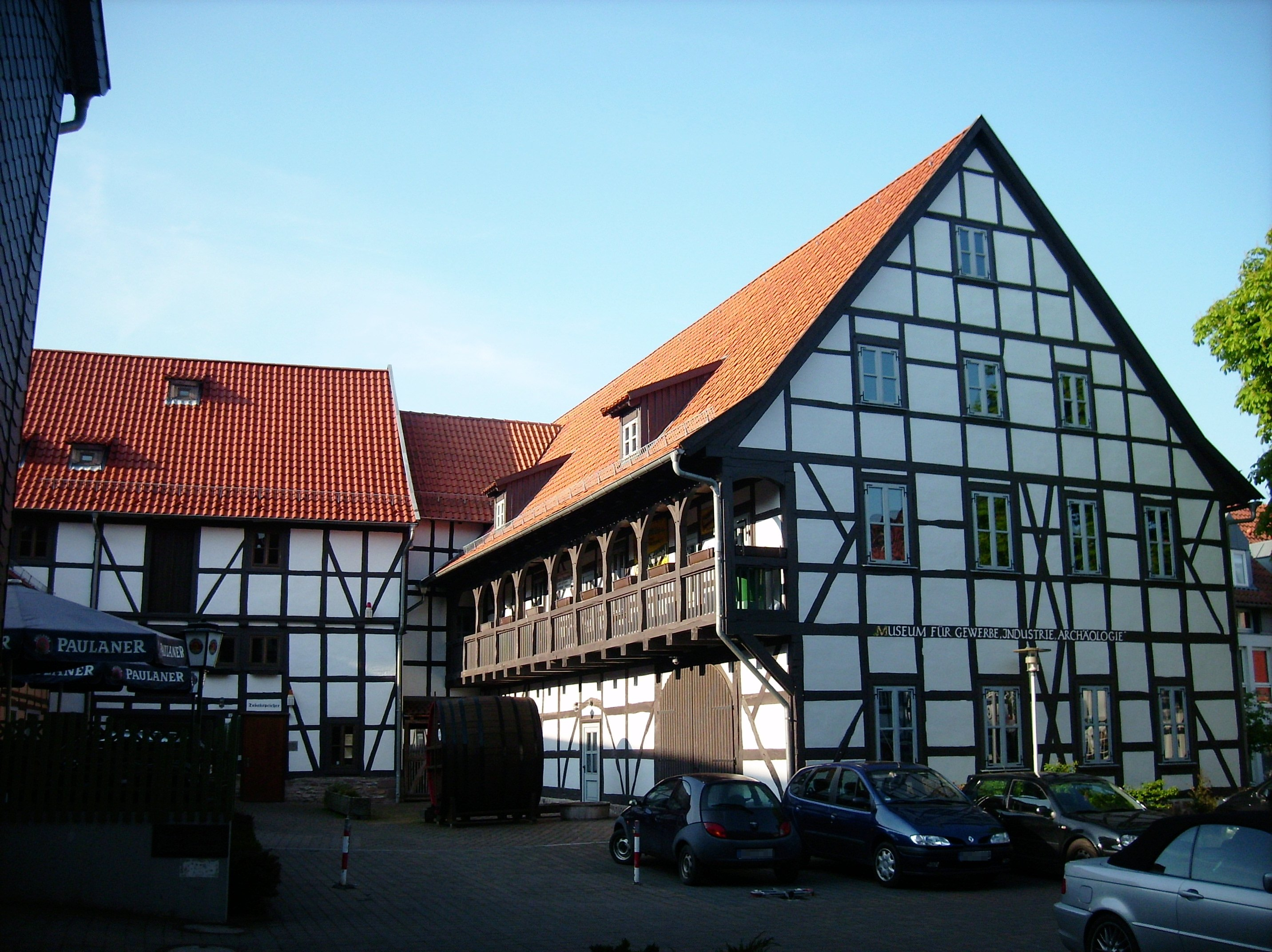
Tabakspeicher
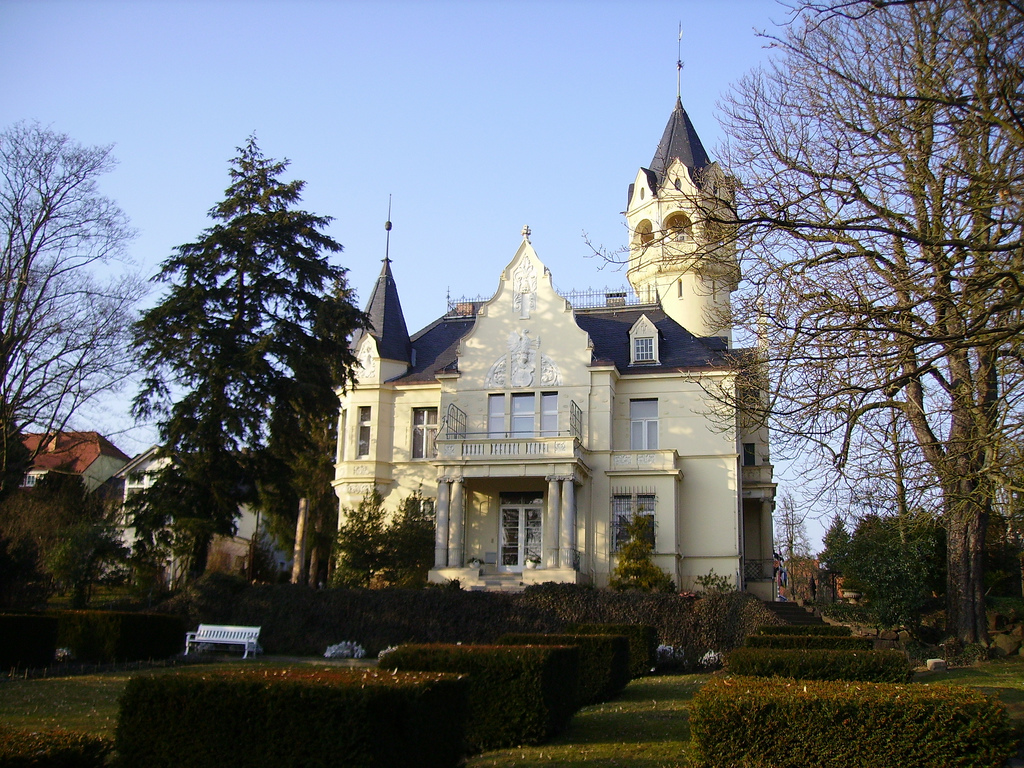
Kunsthaus Meyenburg
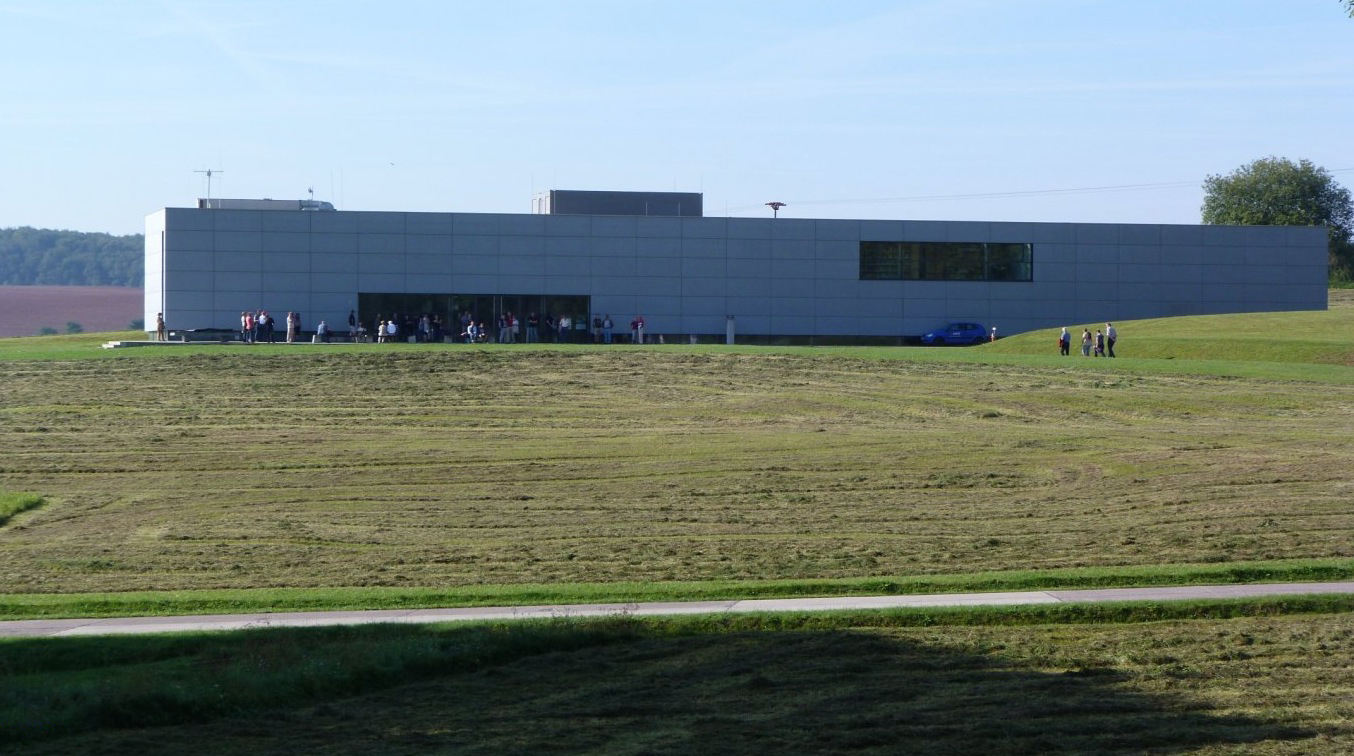
Mittelbau-Dora (centro de visitantes)
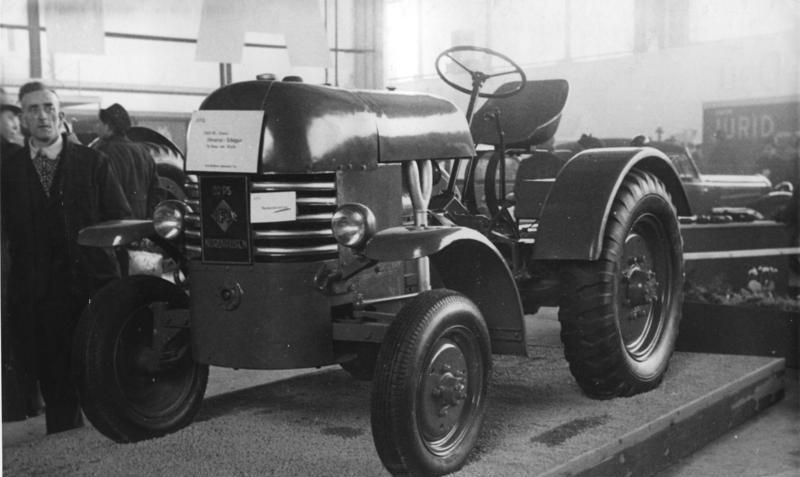
Un tractor IFA en 1949

## Educación
Nordhausen tiene una Fachhochschule (Universidad de Ciencias Aplicadas) con 2500 estudiantes que ofrece el título de grado y Maestría en administración de empresas, administración pública e ingeniería de negocios, entre otros. Además, hay dos gimnasios en Nordhausen.

## Puntos de interés
- Una estatua de Roldán del siglo XVII, en la pared exterior del municipio: considerada un símbolo de la ciudad.
- La Catedral de la Sagrada Cruz (Dom Zum Heiligen Kreuz). Se remonta a una iglesia construida a mediados del siglo X. En 1220 la iglesia fue convertida en una catedral. El edificio tiene una nave en estilo gótico tardío, mientras que las torres, cripta y claustros son estilo románico.
- La Frauenberger Kirche (St Maria auf dem Berg), una iglesia románica.
- El Petriturm (la torre de San Pedro), la torre que sobrevive de una iglesia del siglo XIV que fuera destruido en 1945.
- El Kunsthaus Meyenburg, una villa de estilo Jugendstil de principios del siglo XX que aloja un pequeño museo de arte contemporáneo.
- El Teatro, construido en 1917.

Nordhausen hay un refugio nocturno para mujeres y hombres sin hogar.

## Ciudades hermanadas
Nordhausen están hermanadas con las siguientes ciudades:
- Beit Shemesh (Israel)
- Bochum (Alemania)
- Charleville-Mézières (Francia)
- Ostrów Wielkopolski (Polonia)